# Круг (зенитный ракетный комплекс)
Круг (индекс ГРАУ — 2К11, по классификации НАТО — SA-4 Ganef) — советский зенитно-ракетный комплекс (ЗРК). 
Принят на вооружение в 1965 году.

## История создания
Исследования о возможности создания войсковой противовоздушной обороны (ПВО) армейско-фронтового предназначения с использованием ракетной техники были начаты в 1956 году на конкурсных началах в рамках научно-исследовательских работ «Тема 2» и «Тема 3». 
Руководителями работ были В. Г. Грабин от ЦНИИ-58 и Л. В. Люльев от ОКБ-8, головным исполнителем являлся В. П. Ефремов от НИИ-20. 
К середине 1958 года всем соисполнителям были выданы технические задания, а на основании проекта тактико-технических требований было принято постановление Совета министров СССР о выполнении ОКР «Круг». 
В декабре 1961 года, после опытных запусков, подтвердилось верное направление разработки комплекса. После чего была начата отработка аппаратуры комплекса и выход на полигонные испытания.  

Испытания проводились в три этапа: 
- на первом этапе были проведены заводские испытания по программе и методике головного исполнителя ОКР;
- на втором этапе были проведены государственные совместные испытания по методикам, разработанным полигоном;
- на третьем этапе производились периодические испытания серийных образцов.

Государственные испытания были пройдены в период с января 1963 года по июнь 1964 года. 

3 февраля 1965 года приказом Министра обороны СССР ЗРК «Круг» был принят на вооружение войсковой ПВО.

## Состав дивизиона ЗРК 2К11 «Круг»
Взвод управления. Состав:

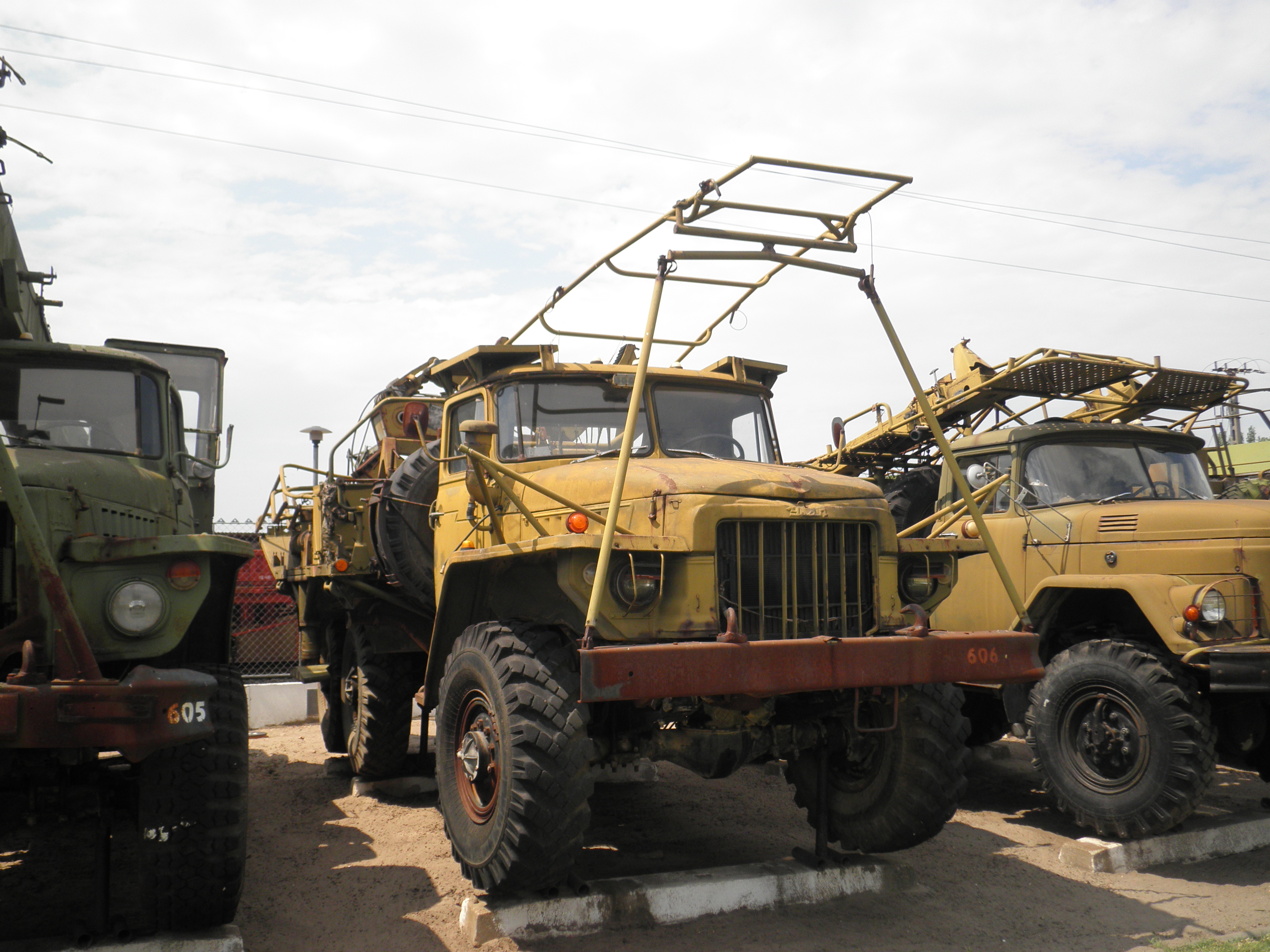
ТЗМ 2Т6 в Кецеле

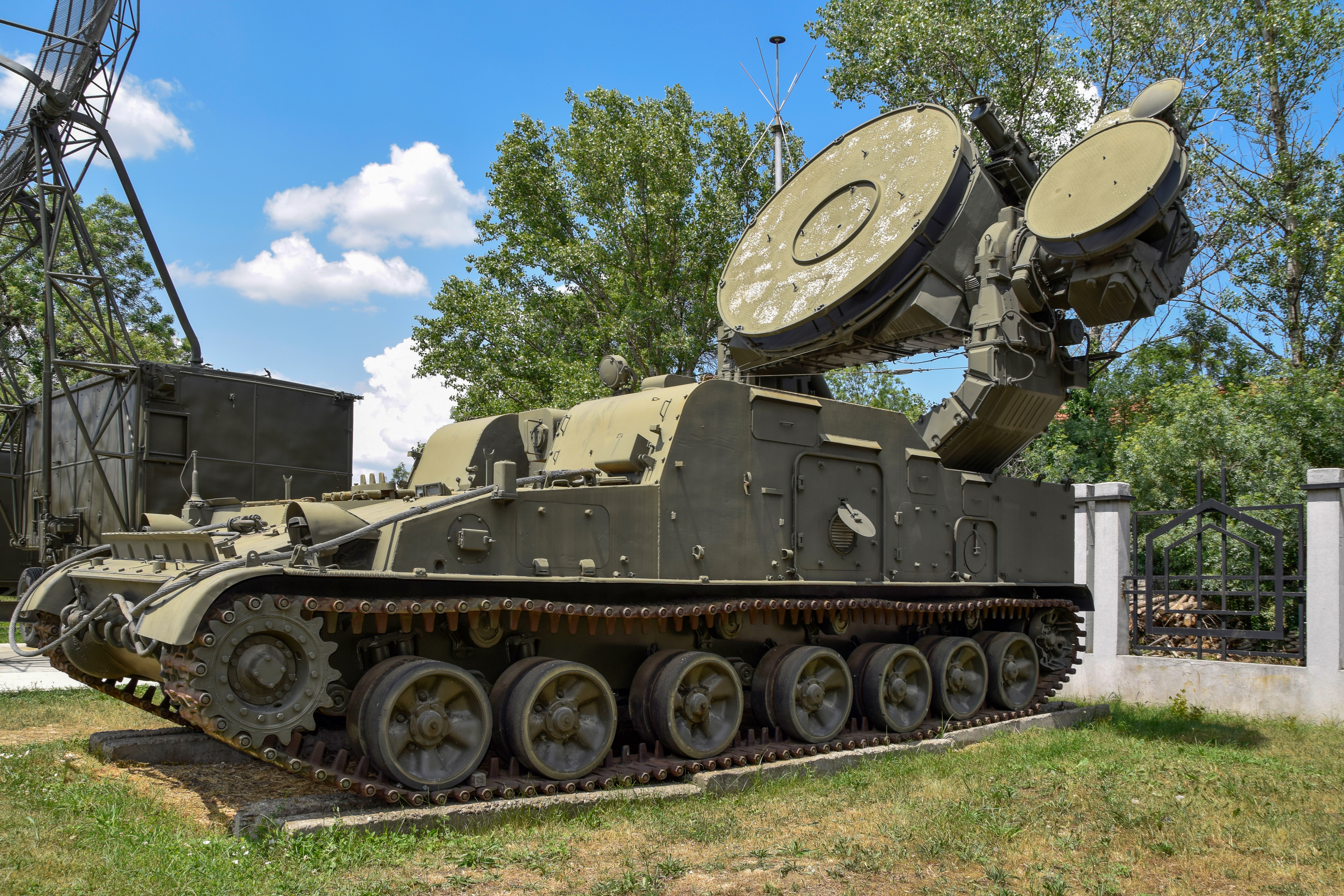
Станция наведения ракет 1С32

- 1 × 1С12 — станция обнаружения целей.
- 1 × 9С44 «Краб К-1» (с 1981 года заменён на 9С468М1 «Поляна Д-1») — кабина приёма целеуказания.

Три зенитных ракетных батареи. Состав каждой батареи:
- 1 × 1С32 — станция наведения ракет
- 3 × 2П24 — самоходная пусковая установка (СПУ)
- 6 × 3М8 — зенитная управляемая ракета (по 2 на каждой СПУ 2П24)

Техническая батарея. Состав:
- 2В9 — контрольно-испытательная проверочная станция (несколько единиц)
- 9Т226 — транспортная машина (несколько единиц)
- 2Т6 — транспортно-заряжающая машина (несколько единиц)
- Машины-заправщики
- Технологическое оборудование для сборки и заправки ракет топливом

## Модификации

### 2К11А «Круг-А»
После принятия комплекса 2К11 на вооружение начались работы по его совершенствованию. Опыт боевых действий во Вьетнаме показал необходимость снижения мёртвой зоны. 
В 1967 году на вооружение поступил комплекс 2К11А «Круг-А»; у него нижняя граница поражения по высоте была снижена с 3 км до 250 м, а ближняя граница по дальности — с 11 до 9 км.

### 2К11М «Круг-М»
В результате дальнейшего совершенствования ракет в 1971 году был принят на вооружение комплекс 2К11М «Круг-М». Дальность поражения воздушных целей была увеличена с 45 до 50 км, а высота с 23,5 до 24,5 км.

### 2К11М1 «Круг-М1»
В 1974 году был принят на вооружение комплекс 2К11М1 «Круг-М1». По сравнению с предыдущими вариантами, нижняя граница поражения была уменьшена с 250 м до 150 м, а ближняя граница уменьшена до 6—7 км. Кроме того, появилась возможность поражения целей «вдогон» на дальности до 20 км.

## Основные ТТХ
|                                             | 2К11 «Круг» | 2К11А «Круг-А» | 2К11М «Круг-М» | 2К11М1 «Круг-М1» |
| ------------------------------------------- | ----------- | -------------- | -------------- | ---------------- |
| Начало серийного производства, год          | 1965        | 1967           | 1971           | 1974             |
| Зона поражения по дальности, км             |             |                |                |                  |
| — навстречу                                 | 11…45       | 9…50           | 9…50           | 6—7…50           |
| — вдогон                                    | —           | —              | —              | до 20            |
| Зона поражения по высоте, км                | 3…23,5      | 0,25…23,5      | 0,25…24,5      | 0,15…24,5        |
| Зона поражения по курсу, км                 | 18          | 18             | 18             | 20               |
| Вероятность поражения истребителя одной ЗУР | 0,7         | 0,7            | 0,7            | 0,7              |
| Максимальная скорость поражаемых целей, м/с | 800         | 800            | 800            | 800…1000         |

## Операторы

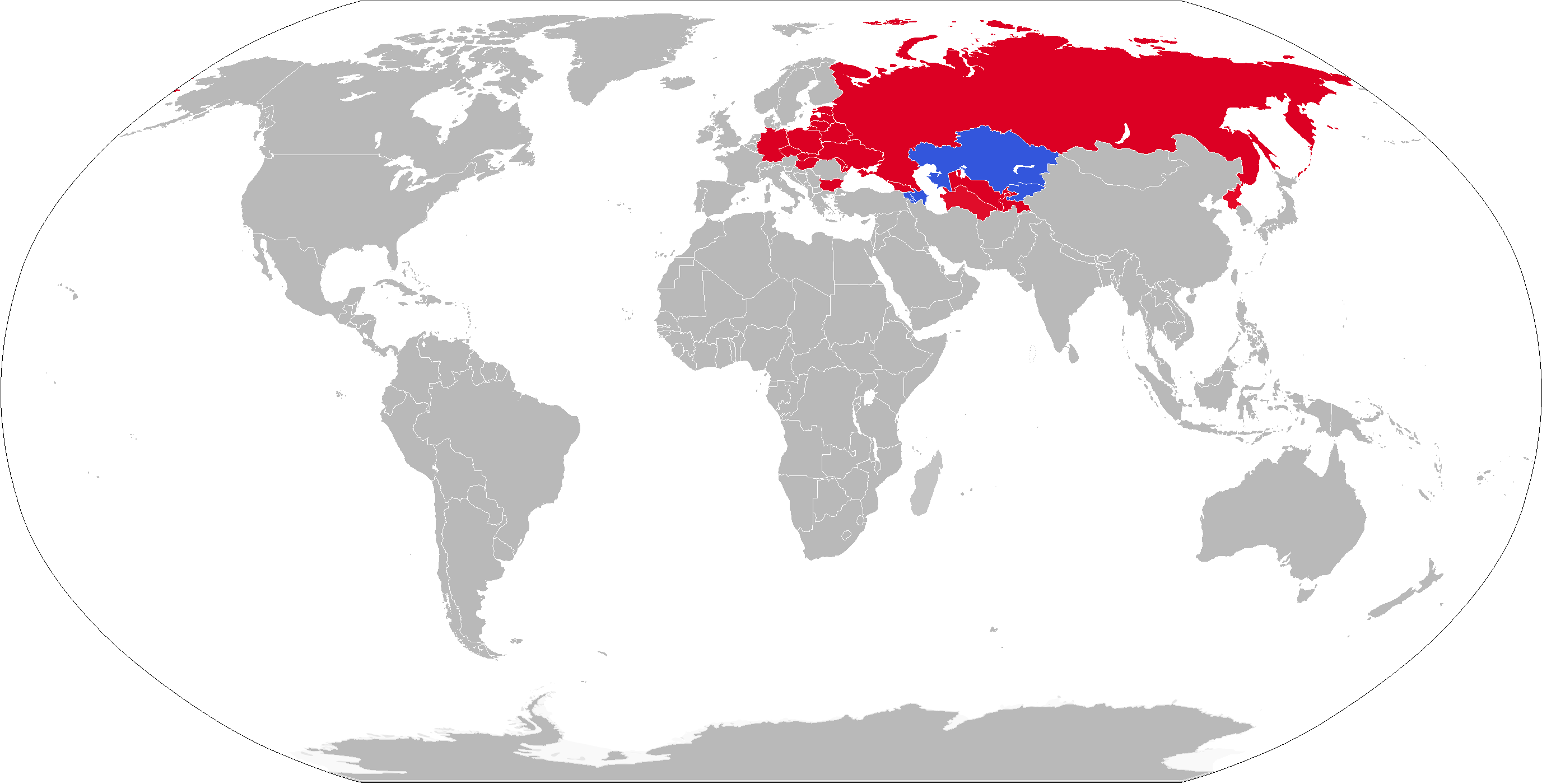
Операторы ЗРК Круг

### Современные
- Армения — некоторое количество 2К11, по состоянию на 2023 год[8]
- Туркменистан — 2 2К11 по состоянию на 2023 год[9]

### Бывшие
- Азербайджан — некоторое количество 2К11, по состоянию на 2020 год[10]
- Болгария — 9 единиц 2К11 поставлены из СССР в 1981 году[11], 150 ЗУР 3М8М1 в 1981 году[11]
- Венгрия — 6 единиц 2К11 поставлены из СССР в период с 1977 по 1978 годы[11], 100 ЗУР 3М8М1 в период с 1977 по 1978 годы[11]
- ГДР — 18 единиц 2К11 поставлены из СССР в период с 1976 по 1978 годы[11], 250 ЗУР 3М8М1 в период с 1976 по 1978 годы[11]
- Казахстан — некоторое количество 2К11, по состоянию на 2020 год[12]
- Кыргызстан — некоторое количество 2К11, по состоянию на 2020 год[13]
- КНДР — некоторое количество SA-4 Ganef, по состоянию на 2013 год[14][15][16]
- Нагорно-Карабахская Республика — неизвестное количество, по состоянию на 2020 год [17], небоеспособны[18].
- Россия — 220 2К11 (на хранении), по состоянию на 2010 год[19]
- СССР — 1350 пусковых установок 2П24 по состоянию на 1991 год[20], перешли к образовавшимся после распада государствам
- Украина — 100 2К11, по состоянию на 2013 год[21]
- Чехословакия — 9 единиц 2К11 поставлены из СССР в период с 1974 по 1975 годы[11], 150 ЗУР 3М8М1 в период с 1974 по 1975 годы[11]

## Памятники и музейные экспонаты
| Тип | Бортовой номер | Местонахождение                                                                   | Изображение |
| --- | -------------- | --------------------------------------------------------------------------------- | ----------- |
|     |                | Памятник в городе Ковылкино Республика Мордовия, Россия                           |             |
|     |                | Военно-исторический музей Воздушных сил Вооружённых Сил Украины, Винница, Украина |             |
|     |                | Национальный музей военной истории, София, Болгария                               |             |
|     |                | Музейный комплекс УГМК, Верхняя Пышма, Свердловская область                       |             |
|     |                | Оренбург, Выставочный комплекс «Салют, Победа!»                                   |             |